# Charles Lucien Jules Laurent Bonaparte

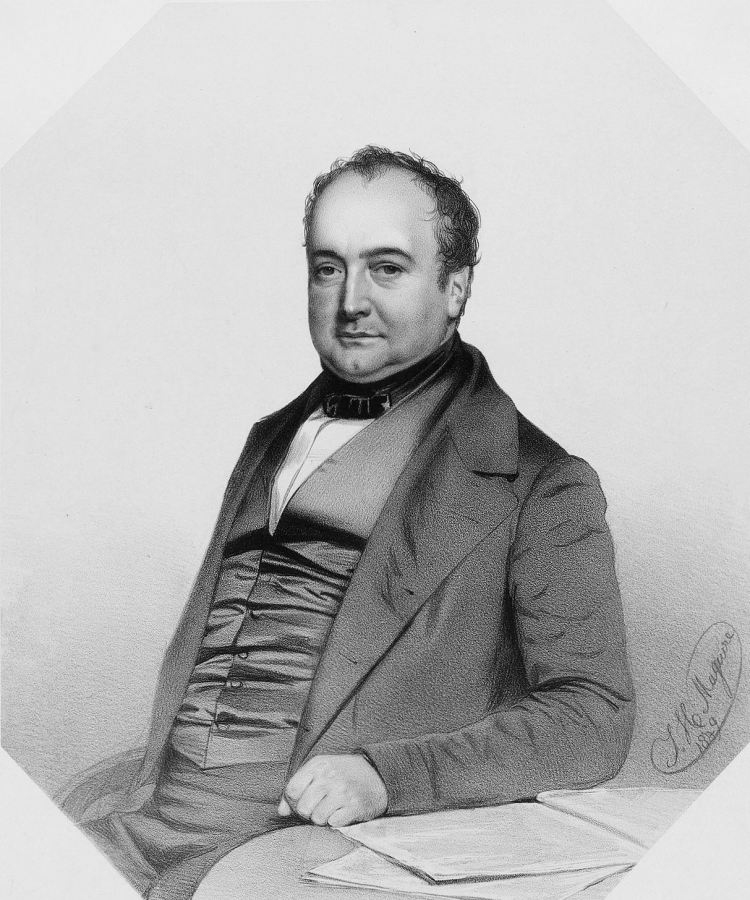
Charles Lucien Jules Laurent Bonaparte

Charles Lucien Jules Laurent Bonaparte (* 24. Mai 1803 in Paris; † 29. Juli 1857 ebenda) war ein italienischer Zoologe, Ornithologe und Politiker. Er war der Sohn von Lucien Bonaparte (1775–1840) und der Neffe von Kaiser Napoléon Bonaparte (1769–1821). In der Zoologie wird für ihn das Autorenkürzel C. L. Bonaparte verwendet.

## Leben
Prinz Charles Bonaparte wuchs in Italien auf. Nachdem er seine Cousine, Prinzessin Zénaïde Laetitia Julie Bonaparte, am 29. Juni 1822 in Brüssel geheiratet hatte, zog er in die Vereinigten Staaten.
Bonaparte korrigierte und vervollständigte Wilsons American Ornithology und publizierte diese Arbeit 1825–1833. Im Jahr 1824 versuchte er, den bis dahin unbekannten John James Audubon an die Academy of Natural Sciences zu bringen, doch der Ornithologe George Ord lehnte seinen Aufnahmeantrag ab.
Bonaparte kehrte mit seiner Familie 1826 nach Europa zurück, wo er sich 1828 in Rom niederließ. Von 1832 bis 1841 publizierte er ein Werk über die Fauna Italiens, Iconografia della Fauna Italica.
Im Jahre 1840 erbte er nach dem Tode seines Vaters den Titel Principe de Canino e Musignano. Canino war der Besitz seines Vaters in der heutigen Provinz Viterbo in Italien und die Burg Musignano seine bevorzugte Residenz in der Nähe des Dorfes. Er schloss sich 1848 einer radikalen Partei an, der Pro-Nationalistischen Bewegung, und wurde 1849 Abgeordneter der Provinz Viterbo. Im selben Jahr nahm er das Amt des Vizepräsidenten des Parlaments an. Nach dem Scheitern des italienischen Aufstandes im Juli 1849 ging er wegen seiner politischen Mitgliedschaft in der Pro-Nationalistischen Bewegung ins Exil.
Bonaparte ließ sich 1850 in Paris nieder. Neben seiner Frau unterhielt er eine Liebesbeziehung zu Donna Marie Said-Testaferrata (1820–1848), mit der er einige Nachkommen hatte. Ab 1854 bis zu seinem Tode war er Direktor des Jardin des Plantes, des Pariser Botanischen Gartens.

## Nachkommen

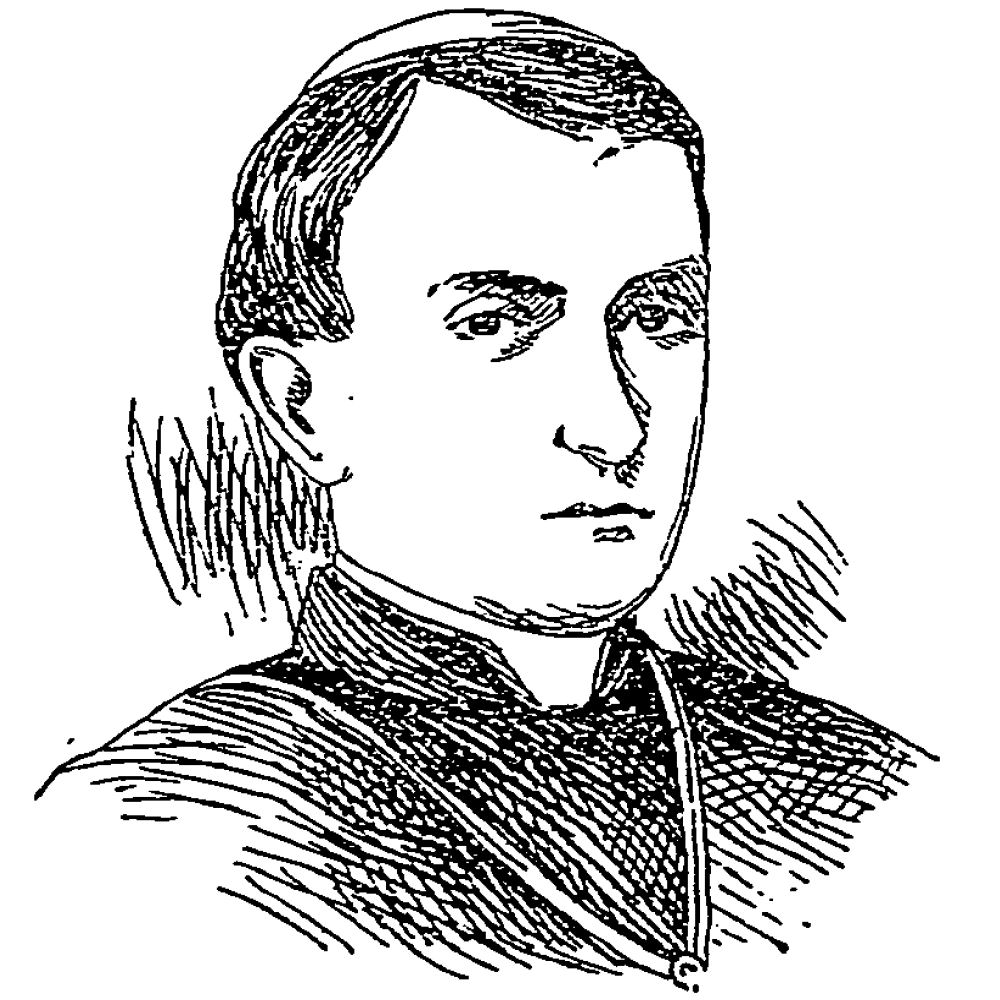
Kardinal Lucien Bonaparte

Bonaparte heiratete 1822 Zénaïde Laetitia Julie Bonaparte (1801–1854), die älteste Tochter von Joseph Bonaparte (1768–1844). Zusammen hatten sie acht Kinder:
- Joseph Lucien Charles Napoléon Bonaparte (1824–1865), seit 1857 der 3. Principe de Canino e Musignano
- Alexandrine Gertrude Zénaïde Bonaparte (* 9. Juni 1826; † Mai 1828)
- Lucien-Louis-Joseph-Napoleon Bonaparte (1828–1895), Kardinal, seit 1865 der 4. Principe de Canino e Musignano
- Julie Charlotte Bonaparte (1830–1900)
- Charlotte Honorine Joséphine Pauline Bonaparte (1832–1901)
- Léonie Stéphanie Elise Bonaparte (1833–1839)
- Marie Désirée Eugénie Joséphine Philomène Bonaparte (1835–1890)
- Augusta Amélie Maximilienne Jacqueline Bonaparte (1836–1900)

Aus Bonapartes Liebesbeziehung zu Marie Said-Testaferrata (1820–1848) brachte er vier weitere Kinder in seine Ehe mit ein, die als legitime Nachkommen von Charles und Zénaïde galten:
- Napoléon Charles Grégoire Jacques Philippe Bonaparte (1839–1899), seit 1895 der 5. Principe de Canino e Musignano
- Bathilde Aloïse Léonie Bonaparte (1840–1861)
- Albertine Marie Thérèse Bonaparte (*/† 1842)
- Charles Albert Bonaparte (1843–1847)

## Erstbeschreibungen
Er begründete in der zoologischen Systematik die Taxa Holocephali Bonaparte 1832 und Elasmobranchii Bonaparte 1838 (Plattenkiemer) in der Klasse der Knorpelfische (Chondrichthyes).
Er beschrieb bei Vögeln 165 Gattungen, 203 Arten und 262 Unterarten. Zudem war er Erstbeschreiber der Wiesenotter.

## Ehrungen
1824 wurde er gewähltes Mitglied der American Philosophical Society, 1828 Mitglied der Universität von Uppsala, 1832 Mitglied der American Academy of Arts and Sciences, 1842 Ehrenmitglied der Russischen Akademie der Wissenschaften sowie korrespondierendes Mitglied der Académie royale des Sciences, des Lettres et des Beaux-Arts de Belgique, 1843 Mitglied der Königlich-Preußischen Akademie der Wissenschaften in Berlin und 1844 korrespondierendes Mitglied der Académie des sciences. 1853 wurde er zum Mitglied der Deutschen Akademie der Naturforscher Leopoldina gewählt.

## Mitgliedschaften
Als 1838 La Société Cuvierienne gegründet wurde, war er eines der 140 Gründungsmitglieder der Gesellschaft.

## Schriften
- Collected pamphlets. 1824–26.
- Additions to the ornithology of the United States. Philadelphia 1825.
- American ornithology or The natural history of birds inhabiting the United States. Mitchell, Philadelphia 1825–1833.
- Description of a new species of South American Fringilla. Philadelphia 1825.
- Description of ten Species of South American Birds. In: Journal of the Academy of Natural Sciences of Philadelphia. Band 4, Nr. 2, 1825, S. 370–387 (biodiversitylibrary.org).
- Description of two new species of Mexican Birds. In: Journal of the Academy of Natural Sciences of Philadelphia. Band 4, Nr. 2, 1825, S. 387–390 (biodiversitylibrary.org).
- Observations on the nomenclature of Wilson’s ornithology. Finley, Philadelphia 1826.
- Additions to the Ornithology of the United States, and Observations on the Nomenclature of certain Species. In: Annals of the Lyceum of Natural History of New York. Band 2, 1828, S. 154–161 (biodiversitylibrary.org).
- Sulla seconda edizione del Regno animale del barone Cuvier osservazioni. Tipografia Marsigli, Bologna 1830 (google.de).
- Cenni sopra le variazioni a cui vanno soggette la farfalle del gruppo Melitaea. 1831.
- Di una nuova specie d’uccello dell’Isola di Cuba. Florenz 1831.
- Iconografia della Fauna Italica per le quattro Classi degli Animali Vertebrati. Salvineci & Filippo, Rom 1832–1841.
- Saggio d’una distribuzione metodica degli animali vertebrati a sangue freddo. Boulzaler, Rom 1832.
- Notices and descriptions of new or interesting birds from Mexico and South America. London 1837.
- The Prince of Musignano laid before the Meeting the following communication, containing notices and descriptions of new or interesting birds from Mexiko and South America. In: Proceedings of the Zoological Society of London. Band 5, Nr. 159, 1838, S. 108–122 (englisch, biodiversitylibrary.org – 1837).
- A geographical and comparative list of the birds of Europe and North America. van Voorst, London 1838.
- Amphibia europea ad systema nostrum vertebratorum ordinata. Turin 1840.
- A new systematic arrangement of vertebrated animals. Taylor, London 1841.
- Catalogo metodico degli uccelli europei. Bologna 1842.
- Osservazioni sullo stato della zoologia in Europa in quanto di vertebrati nell’anno 1840–1841. Florenz 1842.
- Genus novum fringillinarum, bustamantia capilaurea. Bologna 1844.
- Catalogo metodico dei mammiferi europei. Mailand 1845.
- Observations on the state of zoology in Europe, as regards the Vertebrata. London 1845.
- Parere del presidente della sezione sig. principe Carlo Bonaparte e della commissione da lui nominata per lo esame dell’anzidetta memoria del prof. de Nanzio. Neapel 1845.
- Catalogo metodico dei pesci Europei. Fibreno, Neapel 1846. (Digitalisat in der Digitalen Bibliothek Mecklenburg-Vorpommern)
- Revue générale de la Classe des Oiseaux. In: Revue et magasin de zoologie pure et appliquée (= 2. Band 2). 1850, S. 474–492 (biodiversitylibrary.org).
- Note sur plusieurs familles naturelles d'Oiseaux, et descriptions d'espèces Nouvelle. In: Comptes rendus hebdomadaires des séances de l'Académie des Sciences. Band 31, 1850, S. 561–564 (biodiversitylibrary.org).
- Conspectus generum avium. Band 1. E. J. Brill, Leiden 1850 (Latein, biodiversitylibrary.org).
- Monographie des loxiens. Arnz, Leiden 1850.
- Monographie de Laniens. In: Revue et magasin de zoologie pure et appliquée (= 2. Band 5). 1853, S. 433–441 (biodiversitylibrary.org).
- Notes ornithologiques sur les collections rapportées en 1853 par M. A. Delattre. Mallet-Bachelier, Paris 1854.
- Tableau des perroquets. In: Revue et magasin de zoologie pure et appliquée (= 2. Band 6). 1854, S. 145–158 (biodiversitylibrary.org).
- Excursion dans divers musées d'Allmagne, de Hollande et de Belgique, et Tableaux paralléliques de l'ordre des Échassiers. In: Comptes rendus hebdomadaires des séances de l'Académie des Sciences. Band 43, 1856, S. 410–421 (biodiversitylibrary.org).
- Zoologie – Excursions dans les divers Musées d'Allemagne, de Hollande et de Belgique (suite), et Tableaux paralléliques de l'orde des Échassiers (fin). In: Comptes rendus hebdomadaires des séances de l’Académie des sciences. Band 43, 1856, S. 593–601 (biodiversitylibrary.org).
- Conspectus generum avium. Band 2. E. J. Brill, Leiden 1857 (Latein, biodiversitylibrary.org).